# Aléxis Minotís
Aléxis Minotís (grec moderne : Αλέξης Μινωτής) ou Alexander Minotakis, né Aléxis Minotákis (Αλέξης Μινωτάκης) le 8 août 1898 à La Canée en Crète et mort le 11 novembre 1990 à Athènes, est un acteur et metteur en scène grec, parfois crédité Alex Minotis.

## Biographie
Aléxis Minotís est le troisième enfant d'une fratrie de dix frères et sœurs dont le père est marchand de tissus. À l'âge de 12 ans, il se rebelle contre la tradition et jure de devenir acteur lorsqu'il a vu sa première pièce, interprétée par une compagnie itinérante.
Actif principalement au théâtre, Aléxis Minotís (qui choisit de réduire d'une syllabe son nom de naissance) débute vers 1920 sur son île natale de Crète avant de rejoindre Athènes, où il intègre en 1925 la troupe de l'actrice et metteuse en scène Maríka Kotopoúli, jouant notamment au sein du théâtre national de Grèce. Il y rencontre en 1929 l'actrice Katína Paxinoú (1900-1973) qu'il épouse en 1940 et dont il reste veuf à son décès.
En décembre 1930 et janvier 1931, lors d'une tournée aux États-Unis de la troupe du théâtre national de Grèce, il joue une première fois à Broadway (New York), interprétant Oreste dans Électre de Sophocle, aux côtés de Maríka Kotopoúli (rôle-titre et metteuse en scène) et Katína Paxinoú (Clytemnestre). En Grèce, les futurs époux Minotís jouent notamment dans Othello de William Shakespeare en 1933. Lorsqu'éclate la Seconde Guerre mondiale, passant d'abord par Londres, le couple s'installe aux États-Unis où il reste jusqu'en 1950, puis revient en Grèce.
Ainsi, après une première expérience dans un film grec sorti en 1930, Aléxis Minotís contribue à un premier film américain bien connu, Les Enchaînés d'Alfred Hitchcock (1946, avec Ingrid Bergman et Cary Grant). Suivent cinq autres films américains, dont Panique dans la rue d'Elia Kazan (1950, avec Richard Widmark et Paul Douglas), les deux derniers étant La Terre des pharaons d'Howard Hawks (1955, avec Jack Hawkins et Joan Collins), tourné en Italie et en Égypte, puis Ombres sous la mer de Jean Negulesco (1957, avec Alan Ladd et Sophia Loren), tourné en Grèce et à Cinecittà.
De retour dans leur pays natal, les époux Minotís continuent leur carrière au théâtre national de Grèce et fondent leur propre compagnie dénommée « troupe Aléxis Minotís – Katína Paxinoú ». Le mari continue à se produire sur les planches comme acteur, en plus d'être souvent metteur en scène. Et lors d'une nouvelle tournée aux États-Unis de la troupe du théâtre national de Grèce, il joue une seconde fois à Broadway en 1952 dans Œdipe roi de Sophocle, tenant le rôle-titre aux côtés de son épouse (qui compose pour l'occasion une musique de scène) et mettant en scène cette tragédie grecque. Ultérieurement, parmi les autres pièces auxquelles Aléxis Minotís contribue en Grèce, mentionnons Hécube d'Euripide (1955), Le Père d'August Strindberg (1968-1969) et Le Cardinal d'Espagne d'Henry de Montherlant (1981-1982).
En outre, il met en scène deux opéras avec Maria Callas dans les rôles-titres, Médée de Luigi Cherubini (en 1958 à l'Opéra de Dallas, en 1959 au Covent Garden de Londres, en 1961 au Festival d'Épidaure, et en 1961-1962 à La Scala de Milan), ainsi que Norma de Vincenzo Bellini (en 1960 au Festival d'Épidaure).
Notons ici qu'il met également en scène la tragédie grecque Médée d'Euripide en 1956 (qu'il interprète avec son épouse dans le rôle-titre) et qu'il est crédité comme réalisateur d'une nouvelle mise en scène de cette même pièce pour la télévision italienne en 1965 (téléfilm avec Elena Zareschi dans le rôle-titre et Nando Gazzolo). De plus, trois des pièces qu'il met en scène et interprète sont diffusées à la télévision grecque dans le cadre de la série To theatro tis Defteras, Œdipe à Colone (1976) et Philoctète (1981) de Sophocle, et enfin Le Père de Strindberg précitée (1988).
Peu avant sa mort en 1990, à 90 ans, Aléxis Minotís collabore comme lui-même à la mini-série documentaire française L'Héritage de la chouette de Chris Marker (cinq épisodes, 1989), traitant de la Grèce antique.

## Théâtre (sélection)
(pièces jouées à Athènes, sauf mention contraire)
- 1930-1931 : Électre (Electra) de Sophocle, adaptation d'Hugo von Hofmannstahl, mise en scène de Maríka Kotopoúli (production du théâtre national de Grèce à Broadway) : Oreste
- 1933 : Othello (Οθέλλος) de William Shakespeare : rôle non spécifié
- 1934-1935 : Vasilikos (Ο Βασιλικός) d'Antonios Matessis : Draganigos
- 1935-1936 : Trisevgeni (Τρισεύγενη) de Kostís Palamás : Panos Tratas[4]
- 1938-1939 : La Croix et l'Épée (Ο σταυρός και το σπαθί) d'Angelos Terzakis (en) : Saint Constantin
- 1950-1951 : Les Revenants (Βρυκόλακες) d'Henrik Ibsen (tournée en Grèce) : Oswald Alving
- 1952 : Œdipe roi (Oedipus Tyrannus) de Sophocle, adaptation de Fotos Politis, musique de scène de Katína Paxinoú (production du théâtre national de Grèce à Broadway) : rôle-titre (+ mise en scène)
- 1955 : Hécube (Ἑκάϐη) d'Euripide (mise en scène au théâtre antique d'Épidaure)
- 1956 : Médée (Μήδεια) d'Euripide (tournée en Grèce) : Aggelos (+ mise en scène)
- 1960-1961 : La Visite de la vieille dame (Η επίσκεψη της γηραιάς κυρίας) de Friedrich Dürrenmatt : Alfred III (+ mise en scène)
- 1960-1961 : Le Marchand de Venise (Ο έμπορος της Βενετίας) de William Shakespeare : Shylock (+ mise en scène)
- 1968-1969 : Le Père (Ο πατέρας) d'August Strindberg : le capitaine (+ mise en scène)
- 1969 : Le Long Voyage vers la nuit (Ταξίδι μακριάς ημέρας μέσα στη νύχτα) d'Eugene O'Neill : James Tyrone (+ mise en scène)
- 1969-1970 : Les Lutteurs (Οι παλαιστές) de Stratis Karras : Erganis (+ mise en scène)
- 1969-1970 : Junon et le Paon (Η Ήρα και το παγώνι) de Seán O'Casey : Capitaine Jack Boyle (+ mise en scène)
- 1970-1971 : La Ville à voile (Η πόλη με τα πανιά) de Paul Willems : Josty (+ mise en scène)
- 1972-1973 : Le Capitaine de Köpernick (Ο λοχαγός του Κέπενικ) de Carl Zuckmayer : rôle-titre (+ mise en scène)
- 1979-1980 : Fin de partie (Ευτυχισμένες μέρες - Το τέλος του παιχνιδιού) de Samuel Beckett : Hamm (+ mise en scène)
- 1981-1982 : Le Cardinal d'Espagne (Ο καρδινάλιος της Ισπανίας) d'Henry de Montherlant : rôle-titre (+ mise en scène)

## Opéras
(metteur en scène)
- 1958-1962 : Médée de Luigi Cherubini (Opéra de Dallas, Covent Garden de Londres, Festival d'Épidaure et La Scala de Milan)
- 1960 : Norma de Vincenzo Bellini, direction musicale Tullio Serafin (Festival d'Épidaure)

## Filmographie

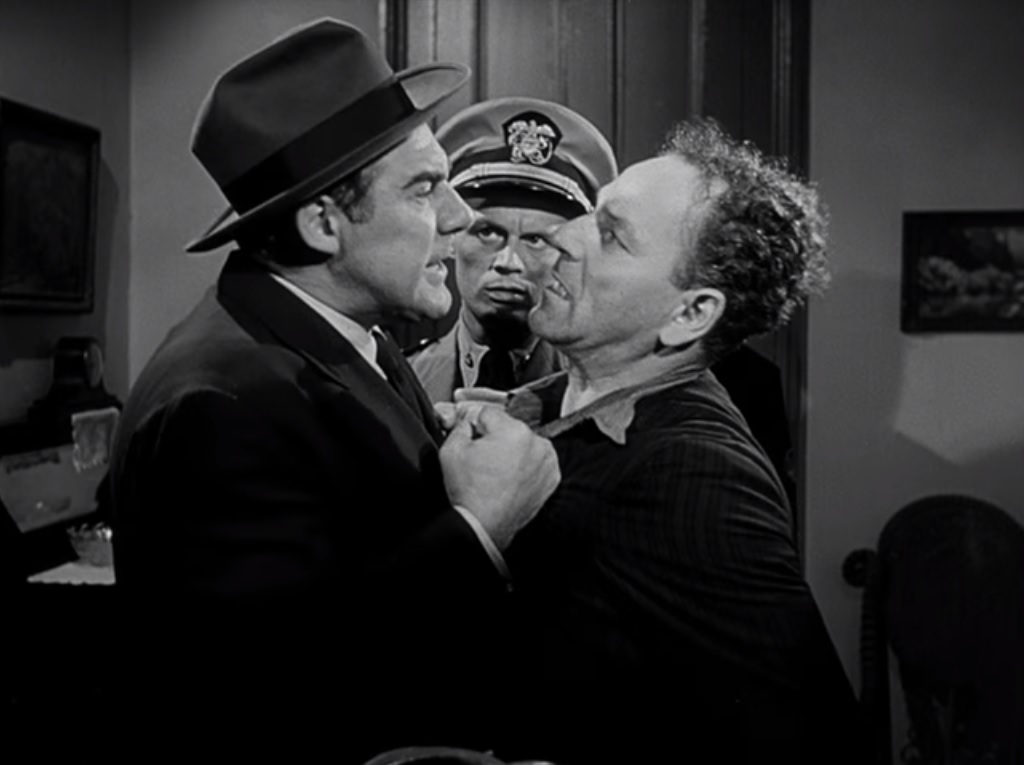
Panique dans la rue (1950), avec Paul Douglas, Richard Widmark et Aléxis Minotís (de g. à d.)

### Cinéma (intégrale)
(Sauf mentions contraires, les références sont issues de l’Internet Movie Database (IMDb)).
- 1930 : Gia tin agapi tis (Για την αγάπη της) de Vassilios Peridis : rôle non spécifié
- 1946 : Les Enchaînés (Notorious) d'Alfred Hitchcock : Joseph
- 1946 : L'Évadée (The Chase) d'Arthur Ripley : Lieutenant Acosta
- 1949 : L'Atlantide (Siren of Atlantis) de Gregg G. Tallas : Cortot
- 1950 : Panique dans la rue (Panic in the Streets) d'Elia Kazan : John Mefaris
- 1955 : La Terre des pharaons (Land of the Pharaohs) d'Howard Hawks : le grand prêtre Hamar
- 1957 : Ombres sous la mer (Boy on a Dolphin) de Jean Negulesco : Milidias Nadapoulos

### Télévision (sélection)
- 1965 : Médée (Medea) (téléfilm, réalisateur)[5]
- 1989 : L'Héritage de la chouette, mini-série documentaire de Chris Marker, épisode 1 Symposium ou les Idées reçues, épisode 2 Olympisme ou la Grèce imaginaire, épisode 3 Démocratie ou la Cité des songes, épisode 11 Misogynie ou les Pièges du désir et épisode 12 Tragédie ou l'Illusion de la mort : lui-même